# Apanteles iulis
Apanteles iulis är en stekelart som beskrevs av Nixon 1967. Apanteles iulis ingår i släktet Apanteles och familjen bracksteklar. Inga underarter finns listade i Catalogue of Life.